# Massaker von Lice
Das Massaker von Lice fand vom 20. bis 23. Oktober 1993 in der kurdischen Stadt Lice in der türkischen Provinz Diyarbakır in der Region Südostanatolien statt. Die türkischen Streitkräfte töteten mindestens 30 Zivilisten.

## Hintergrund
Die Spannungen zwischen den türkischen Streitkräften und der PKK hatten im Oktober 1993 in der Gegend um Lice zugenommen. Zu Beginn des Monats entführten PKK-Kämpfer zwei Arbeiter und setzten eine Schule in dem Bezirk in Brand, Schüsse waren in der Stadt zu hören. Am 14. Oktober griffen militante PKK-Kämpfer einen Stromtransformator außerhalb der Stadt an. Am selben Tag unterbrachen Einheiten der türkischen Armee alle Verbindungen zwischen der Hauptstadt des überwiegend kurdischen Bezirks, in dem etwa 10.000 Menschen in der Umgebung zu dieser Zeit lebten. In den Jahren zuvor hatte das türkische Militär Dörfer zerstört und nahe gelegene Wälder niedergebrannt, um die aktiven PKK-Kämpfer, in diesem Gebiet Zuflucht fanden, aufzuschrecken. Türkische Regierungsbeamte behaupteten, dass am 17. Oktober 12 PKK-Kämpfer bei Zusammenstößen mit türkischen Soldaten in Lice getötet wurden, obwohl keine weiteren Einzelheiten genannt und von kurdischen Quellen nichts berichtet wurde.
Am 22. (manchmal fälschlicherweise als 20. angegeben) Oktober wird Brigadegeneral Bahtiyar Aydın, der regionale Kommandeur der türkischen Jandarma in Diyarbakır, in Lice unter „unklaren“  Umständen erschossen; Nach türkischen Angaben wurde er bei bewaffneten Zusammenstößen getötet, bei denen 16 weitere Menschen ums Leben kamen. Er war der ranghöchste türkische Befehlshaber, der in den ersten neun Jahren des Krieges getötet wurde. Die PKK bestritt zwar eine Beteiligung an dem Attentat mit der Begründung, sie wolle keine Vergeltungsangriffe provozieren, die zu Opfern unter der Zivilbevölkerung führen könnten, die staatlichen Medien aber machten die Gruppe für den Tod von Aydın verantwortlich, und das türkische Militär begann kurz darauf eine Operation gegen die Stadt. Das Massaker wurde daher als möglicher Vergeltungsschlag für den Tod des Generals angesehen.
Laut HRW handelt es sich bei diesem Vorfall um eine der schlimmsten Menschenrechtsverletzungen, die von den türkischen Streitkräften während des türkisch-kurdischen Konflikts 1993 begangen wurden.
HRW bezeichnete die Gewaltanwendung als  „äußerst missbräuchlich“, denn die türkische Soldaten zogen systematisch durch die Stadt, feuerten wahllos mit scharfer Munition auf die überwiegend kurdische Zivilbevölkerung und zerstörten sowohl Wohn- als auch Geschäftsgebäude. Bis zum Ende des 23. Oktober wurden mindestens  30 Einwohner getötet und hundert weitere verwundet, während schätzungsweise 401 Häuser und 242 Geschäfte zerstört wurden, so die Human Rights Foundation of Turkey, die Lice als „ruiniert und ausgebrannt“ bezeichnete.

## Nachwirkungen
Türkische Politiker – darunter auch Ministerpräsidentin Tansu Çiller – wurden in den Wochen nach dem Angriff vom Militär daran gehindert, die Stadt zu besuchen, und die Hälfte der Zivilbevölkerung verließ die Stadt rasch.
Halil Nebiler, ein türkischer Journalist der Istanbul Tageszeitung Cumhuriyet, gelang es, nach der Operation in Lice einzudringen, und er sagte, dass die Schlacht von Şırnak im Vergleich dazu „unschuldig“ wirkte, und erklärte, dass die Stadt praktisch „nicht mehr existent“ sei. Im Laufe des folgenden Jahres wurden ähnliche Operationen gegen zahlreiche andere kurdische Dörfer und Städte in der Region durchgeführt, was zu einer massiven Vertreibung der Zivilbevölkerung führte. 1995 gab es in Lice und im benachbarten Bezirk Kulp „kaum noch bewohnte Dörfer“. Mit solchen Angriffen sollte die kurdische Bevölkerung eingeschüchtert werden, damit sie die PKK nicht unterstützt oder sich anderweitig an „pro-kurdischen Aktivitäten“ beteiligt, damit versuchte man die Rebellengruppe von ihren lokalen Stützpunkten abzuschneiden.
Im Mai 1999, drei Monate nach der Gefangennahme des PKK-Führers Abdullah Öcalan, konnte der New York Times-Journalist Steven Kinzer die Stadt mit offizieller Erlaubnis besuchen. Seinem Bericht zufolge lebten von der ursprünglichen Bevölkerung nur noch etwa 1.000 Personen in Lice, das größtenteils wieder aufgebaut worden war. Durch die Umsiedlung von Flüchtlingen, die aus anderen Teilen der Region vertrieben worden waren, stieg die Einwohnerzahl auf 6.000 Personen an; fast alle alten und neuen Bewohner waren Kurden.
Viele der erwachsenen Männer wurden unfreiwillig zum Dienst als „Dorfschützer“ gezwungen, da man ihnen mit Gefängnis gedroht hatte, falls sie ihren Dienst verweigerten. Eine große Militärgarnison verhängte eine strenge Ausgangssperre über die Stadt und rationierte Lebensmittel und Vorräte für die Einwohner, um zu verhindern, dass sie überschüssige Mengen an die stark geschwächte PKK abgaben. Trotz ihrer offensichtlichen Furcht vor den Sicherheitskräften zeigten die Einwohner laut Kinzer eine ruhige, trotzige Haltung. Bei Bürgermeisterwahlen in Lice hatte ein abwesender Kandidat der pro-kurdischen HDP den Sieg davongetragen; Anwohner behaupteten, die Sicherheitskräfte hätten Einzelpersonen und Familien, die im Verdacht standen, für die Partei gestimmt zu haben, die Verpflegung gekürzt.

### Juristische Folgen
1999 verwies die Europäische Kommission für Menschenrechte den Fall Ayder und andere gegen die Türkei (Nr. 23656/94), der von vertriebenen Überlebenden des Anschlags eingereicht wurde, an den Europäischen Gerichtshof für Menschenrechte. Am 8. Januar 2004 entschied der Gerichtshof, dass die Türkei gegen die „Artikel 3, 8 und 13 sowie Artikel 1 des Protokolls Nr. 1“ der Europäischen Menschenrechtskonvention verstößt, weil „Eigentum und Wohnungen durch Sicherheitskräfte zerstört wurden und kein wirksamer Rechtsbehelf zur Verfügung stand“; das Urteil wurde im April 2004 rechtskräftig.
Am 22. Oktober 2013 bestätigte das 8. Hohe Strafgericht von Diyarbakır die Anklagen gegen General a. D. Eşref Hatipoğlu und Oberleutnant Tünay Yanardağ wegen des Mordes an Brigadegeneral Aydın – zwei Jahrzehnte nach den Ereignissen und einen Tag vor Ablauf der Verjährungsfrist für sie. Hatipoğlu, der damalige Kommandeur des Jandarma-Regiments in Diyarbakır, wird des „vorsätzlichen Mordes, der Anstiftung zum Aufruhr und zum Mord in der Gesellschaft sowie der Organisation eines Verbrechens“ angeklagt und muss mit einer lebenslangen Haftstrafe rechnen, während Yanardağ eine 24-jährige Gefängnisstrafe droht.
Remziye Tosun, Abgeordnete der politischen Partei HDP, stellte eine parlamentarische Anfrage zu den Geständnissen eines ehemaligen Geheimdienstmitarbeiters über das Massaker. Sie fragte den türkischen Justizminister Abdülhamit Gül, ob die Behauptungen wahr seien und ob Başbuğ mit JİTEM (einer inoffiziellen militärischen Organisation, die noch nicht offiziell anerkannt wurde, deren Existenz aber von früheren türkischen Premierministern bestätigt wurde) in Verbindung stehe. Sie fragte auch, ob eine Untersuchung dieser Behauptungen eingeleitet wird.